# 萊巴嫩鎮區 (北卡羅萊納州達勒姆縣)
萊巴嫩鎮區（英語：Lebanon Township）是位於美國北卡羅萊納州達勒姆縣的一個鎮區。

## 地方資料
萊巴嫩鎮區的面積為77.44平方千米，皆為陸地。根據2020年美國人口普查的數據，當地共有人口19327人，而人口密度為每平方千米249.57人。